# 太陽圏電流シート

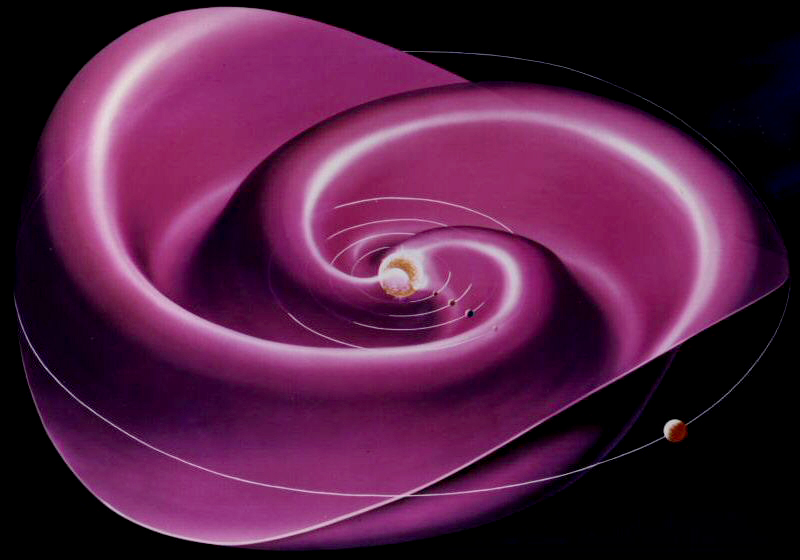
太陽圏電流シート

太陽圏電流シート（たいようけんでんりゅうシート、heliospheric current sheet、HCS）は、太陽の磁場の磁極が北向きから南向きに変わる太陽系の表面である。太陽圏内で赤道面上に広がっている。電流シートの形は、太陽の回転する磁場の影響の結果である。シートの中には、約10-10A/m2の弱電流が流れており、シートの厚さは約10,000kmである。
下層の磁場は惑星間磁場と呼ばれ、発生する電流は太陽圏電流回路の一部を形作っている。太陽圏電流シートは、惑星間電流シートと呼ばれることもある。

## 特徴

### バレリーナのスカート型

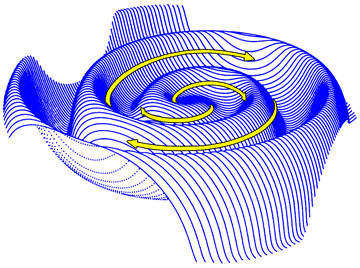
パーカー・スパイラル

太陽が自転するとその磁場は、アルキメデスの螺旋の一種であり発見者のユージン・ニューマン・パーカーにちなんで名付けられたパーカー・スパイラルの形に捻れる。パーカー・スパイラル型の磁場は、70年代初頭にSchattenによって考案された数学モデルに従い、電流シートによって2つに分割される。螺旋磁場の極が変わると、バレリーナのスカートに似た、波打った螺旋の形にゆがむ。さらに、「シートを伴った太陽は、捲れ上がったスカートを何度も直そうとする内気なバレリーナに似ている」とも言われる。
その螺旋形を作る原因は、回転しながら芝生に水を撒く人に例えて「ガーデンスプリンクラー効果」や「ガーデンホース効果」とも言われる。水の流れが太陽風を表し、常に放射状に動いている。

### 磁場
太陽圏電流シートは、太陽とともに27日ごとに回転しており、その間、スカートの頂と溝は地球の磁気圏を通過し、相互作用する。太陽の近傍では、シートの回転電流によって励起される磁場は5×10-6テスラの桁である。
太陽表面の磁場は約10-4テスラである。もし磁場が双極子の形だと、その強さは距離の3乗に比例して弱まり、地球の軌道では10-11テスラになる。太陽圏電流シートはそれより遙かに強く、太陽による地球軌道での真の磁場はそれより100倍も大きい。

### 電流
太陽圏電流シート内の電流は内向きの放射状で、太陽の極地方の磁場に沿った外向きの電流と近接している。電流の強さは、3×109アンペアの桁である。他の天文物理学的な電流と比較して、地球にオーロラをもたらすビルケランド電流は約1000倍も弱い。シートの最も電流密度が高い部分は、10-10 A/m2の桁である。

## 歴史
太陽圏電流シートはジョン・ウィルコックスとノーマン・ネスによって発見され、1965年に公表された。Hannes AlfvenとPer Carlqvistは銀河電流シートの存在を予測し、銀河の対称面を1017から1019アンペアの電流が流れていると見積もっている。
2006年に太陽に接近したマックノート彗星 (C/2006 P1)のダストテイルに見られた縞模様は、太陽圏電流シートがダストに影響を与えたために生じたことが明らかになっている。